# (23989) Farpoint
Pour les articles homonymes, voir Farpoint.
(23989) Farpoint est un astéroïde de la ceinture principale.

## Description
(23989) Farpoint est un astéroïde de la ceinture principale. Il fut découvert le 3 septembre 1999 à Eskridge par Gary Hug et Graham E. Bell. Il présente une orbite caractérisée par un demi-grand axe de 2,62 UA, une excentricité de 0,19 et une inclinaison de 14,6° par rapport à l'écliptique.

## Compléments